# Ton Elias
Ton Maarten Christofoor Elias (Den Haag, 14 maart 1955) is een Nederlands voormalig politicus en voormalig journalist. Namens de Volkspartij voor Vrijheid en Democratie (VVD) was hij van 18 december 2008 tot en met 22 maart 2017 lid van de Tweede Kamer der Staten-Generaal.

## Loopbaan
Elias behaalde zijn vwo-diploma (atheneum-a) in 1974. Hij studeerde politicologie aan de Universiteit van Amsterdam en behaalde zijn kandidaatsexamen in 1983.
Hij was tussen 1982 en 1989 politiek verslaggever van Den Haag Vandaag. Daarna werkte hij als journalist voor RTL 4, waar hij in 1994 de tv-debatten voor de Kamerverkiezingen leidde.
Vervolgens werkte hij als directeur communicatie bij verzekeringsbedrijf Aegon. Daarna startte hij een tweetal eigen pr-bedrijven: Elias Advies en Elias Communicatie. Als eigenaar van Elias Communicatie was hij verantwoordelijk voor diverse overheidscampagnes, waaronder Europa. Best Belangrijk. (met onder anderen Robbert Baruch), bedoeld om de betrokkenheid van Nederlanders bij Europa te vergroten.

## Politiek
In 2006 stelde Elias zich voor de VVD verkiesbaar voor de Tweede Kamer, maar de 23e plaats op de kandidatenlijst was net niet genoeg voor een zetel. In december 2008 kwam hij alsnog in het parlement, nadat Henk Kamp de Kamer verlaten had.
Bij de Tweede Kamerverkiezingen 2010 werd Elias als nummer 20 op de kandidatenlijst van de VVD herkozen als Kamerlid. Hij begon als woordvoerder economische zaken en voerde vervolgens het woord over onderwijs, openbaar vervoer en verkeer.
In september 2012 deed hij een poging voorzitter van de Tweede Kamer te worden, maar de VVD-fractie gaf met één stem de voorkeur aan Anouchka van Miltenburg, die daarop als enige door de fractie voor het voorzitterschap werd voorgedragen. Sinds januari 2014 was Ton Elias woordvoerder luchtvaart en mediabeleid. Daarnaast was hij secretaris van de VVD-fractie, was sinds 6 november 2012 lid van het Presidium (het dagelijks bestuur van de Tweede Kamer), leidde van 5 juli 2012 tot 15 april 2015 de Tijdelijke Onderzoekscommissie ICT-projecten bij de overheid en was actief als voorzitter van de Contactgroep met het Parlement van Frankrijk en ondervoorzitter van de Vaste Commissie voor Veiligheid en Justitie. Hij was ook lid van de parlementaire enquêtecommissie Fyra.
Elias stelde zich in januari 2016 verkiesbaar om partijgenoot Anouchka van Miltenburg op te volgen als Tweede Kamervoorzitter, maar in de vierde beslissende kiesronde legde hij het af tegen PvdA-Kamerlid Khadija Arib.
De VVD plaatste Elias in november 2016 niet op de kandidatenlijst voor de Tweede Kamerverkiezingen van 2017, dit tot zijn eigen teleurstelling, hoewel partijprominenten Hans Wiegel en Ankie Broekers-Knol een oproep aan het partijbestuur deden om Elias alsnog te plaatsen op een onverkiesbare plaats.
Hij is na zijn politieke loopbaan aan de slag gegaan als wijnimporteur en als voorzitter van de Raad van Commissarissen van verslavingszorginstelling Rodersana.

## Opiniemaker
Vanaf medio november 2010 leverde de politicus bijdragen aan de opiniepagina van NRC Handelsblad.

## Onderscheiding
Op 21 november 2016 werd Elias door de Franse minister Jean-Marc Ayrault onderscheiden als ridder in het Legioen van Eer vanwege zijn inzet bij het versterken van de betrekkingen tussen Nederland en Frankrijk.